# Ысык-Ата
Ысык-Ата или Иссык-Ата (кирг. Ысыката) — река на севере Кыргызстана, течёт по территории Ысык-Атинского района Чуйской области. Левый приток Чу.
Длина реки составляет 81 км. Площадь водосборного бассейна равняется 558 км². В бассейне реки 4 озера. Среднемноголетний расход воды у села Юрьевка — 7,06 м³/с.
Начинается как Иссык-Ата Северная, вытекая из ледника Ашутор возле перевала Иссык-Ата Киргизского хребта. От истока течет преимущественно на северо-восток, в среднем течении сначала поворачивает на восток, а затем постепенно на северо-запад, в нижнем течении основным направлением течения становится север.